# Баррі (телесеріал)
«Баррі» (англ. Barry) — американський телесеріал у жанрі чорної комедії, створений Алеком Бергом і Біллом Гейдером. Прем'єра першого сезону відбулася на телеканалі HBO 25 березня 2018 року.
Серіал отримав схвальні відгуки глядачів і критиків, переміг у двох номінаціях прайм-тайм премії «Еммі» — найкращі актори комедійного серіалу: головна роль — Білл Гейдер та другорядна роль — Генрі Вінклер. Уже 12 квітня 2018 року телеканал HBO оголосив про подовження телешоу на другий сезон.
Станом на початок 2021 року були готові сценарії 3-4 сезонів, була отримана згода акторів та знімальної групи на роботу, але остаточне рішення щодо продовження серіалу поки не ухвалене.

## Синопсис
Білл Гейдер грає роль колишнього морського піхотинця, а тепер — найманого вбивцю, якому набридла його робота та спосіб життя. Опинившись у справах у Лос-Анджелесі, Баррі випадково потрапляє на заняття з акторської майстерності та розуміє, що завжди мріяв грати на сцені. Проте кілерські справи, замовники та колеги так просто не відпускають актора-початківця.

## У ролях
| Актор         | Персонаж      | Роль                                       |
| ------------- | ------------- | ------------------------------------------ |
| Білл Гейдер   | Баррі Беркмен | найманий вбивця, актор-початківець         |
| Стівен Рут    | Монро Ф'юкс   | організатор замовлень для Баррі            |
| Сара Голдберг | Саллі Рід     | актриса-початківиця, подружка Баррі        |
| Генрі Вінклер | Джин Кусноу   | досвідчений актор, викладач, учитель Баррі |

## Епізоди
| Сезон | Епізоди | Епізоди | Оригінальний показ | Оригінальний показ |
| Сезон | Епізоди | Епізоди | Перший показ       | Останній показ     |
| ----- | ------- | ------- | ------------------ | ------------------ |
| 1     | 8       | 8       | 25 березня 2018    | 13 травня 2018     |
| 2     | 8       | 8       | 31 березня 2019    | 19 травня 2019     |

## Зйомки
Зйомки серіалу відбувались в районі Лос-Анджелесу Сайпрес-парк.